# Conrad Mölder
Conrad Mölder (ur. 6 października 1999 w Tallinnie) – estoński hokeista, reprezentant Estonii.

## Kariera
- HC Panter U16 (2012/2013)
- HIFK U16 (2013-2015)
- Kiekko-Vantaa U17 (2015-2017)
- Pelicans U18 (2016-2017)
- Pelicans U20 (2016-2017)
- KRS Junior (2017-2018)
- Sport U20 (2018-2019)
- Sport (2019)
- TuTo Hockey (2019-2020)
- KH Energa Toruń (2021-2022)
- Les Aigles de Nice (2022)

Wychowanek klubu HC Purikad. Od 2013 karierę rozwijał w Finlandii, grając w zespołach juniorskich klubów: HIFK Hockey, Kiekko-Vantaa, Pelicans Lahti. W październiku 2017 otrzymał fińskie obywatelstwo i dążył do występów w reprezentacji Finlandii (do tego czasu odmawiał przyjęcia powołań do gry w kadrach narodowych Estonii). W sezonie 2017/2018 grał w rosyjskich rozgrywkach juniorskich MHL w barwach chińskiej drużyny KRS Junior, podległej klubowi Kunlun Red Star. Od kwietnia 2018 kontynuował karierę w fińskim klubie Vaasan Sport, występując w zespole do lat 20. Zagrał także jedno spotkanie w ekipie seniorskiej w rozgrywkach Liiga (2019/2020). W kwietniu 2019 został wypożyczony do TuTo Hockey w lidze Mestis, jednocześnie podpisując roczny kontrakt ze Sport. W lutym 2021 został zawodnikiem słowackiej drużyny HK Dukla Michalovce, jednak w jej barwach nie zagrał ani jednego meczu w sezonie 2020/2021. W kwietniu 2021 był w szerokiej kadrze reprezentacji Estonii, trenowanej przez Jussiego Tupamäkiego, przed towarzyskim Turniejem o Puchar Trójmorza w Katowicach, ale ostatecznie nie znalazł się w zespole w tej imprezie. W czerwcu 2021 został zawodnikiem drużyny KH Energa Toruń w rozgrywkach Polskiej Hokej Ligi pod wodzą również trenera Tupamäkiego. Po sezonie 2021/2022 odszedł z klubu. W listopadzie 2022 został zaangażowany do francuskiego zespołu Les Aigles de Nice. Na początku stycznia 2023 ogłoszono jego odejście z klubu.
W barwach Estonii uczestniczył w turnieju mistrzostw świata edycji 2023 (Dywizja IB).

## Sukcesy
Klubowe
- Brązowy medal U20 SM-liiga: 2019 ze Sport U20
- Finał Pucharu Polski: 2021 z KH Energa Toruń

Indywidualne
- Puchar Polski w hokeju na lodzie 2021:
  - Najlepszy zawodnik Torunia w meczu finałowym[16]